# アムダット県
アムダット県(アムダットけん、英語：Amudat District)はウガンダの北部地域東部の県。
2014年の人口は10万5767人。
県都はアムダット。
東部でケニアに接する。

## 地理
- 北：モロト県
- 東：ケニア・西ポコット (カウンティ)
- 南：ブクウォ県
- 南西：クウェエン県
- 西：ナカピリピリ県

県都アムダットは、ナカピリピリから道なりに約38km北東に位置する。
また、首都カンパラから道なりに約400km北東に位置する
。

## 歴史
2010年7月1日、ナカピリピリ県の東部を割いて新設された。

## 人口
- 1991年1月12日：1万1336人
- 2002年9月13日：6万3572人
- 2014年8月27日：10万5767人

2002年から2014年の人口成長率は、4.35%/年だった。